# 레두타 극장

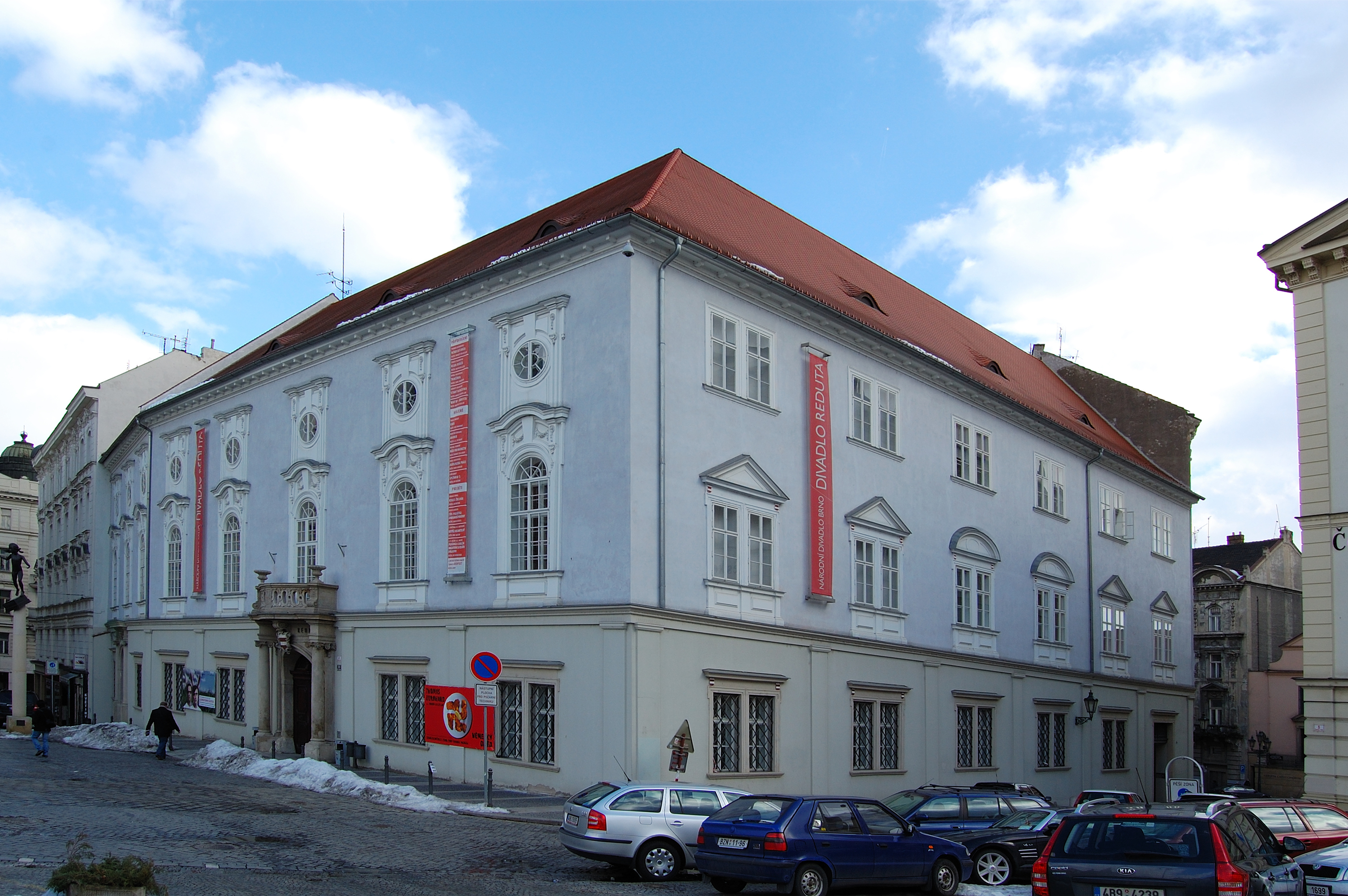
레두타 극장

레두타 극장(체코어: Divadlo Reduta)은 체코 브르노에 위치한 극장이다.